# Красница (Рогачёвский район)
Красница (бел. Красніца) — деревня в Гадиловичском сельсовете Рогачёвского района Гомельской области Беларуси.

## География

### Расположение
В 25 км на юго-восток от районного центра и железнодорожной станции Рогачёв (на линии Могилёв — Жлобин), 115 км от Гомеля.

### Гидрография
На западе мелиоративный канал.

## Транспортная сеть
Транспортные связи по просёлочной, затем автомобильной дороге Рогачёв — Довск. Планировка состоит из прямолинейной улицы, ориентированной с юго-востока на северо-запад, к которой присоединяются 2 переулка. Застройка двусторонняя, деревянная и кирпичная, усадебного типа. В 1986 году построено 50 кирпичных, коттеджного типа, домов, в которых разместились переселенцы из мест загрязнённых радиацией в результате катастрофы на Чернобыльской АЭС.

## История
Основана в начале XIX века. Согласно переписи 1897 года в Городецкой волости Рогачёвского уезда Могилёвской губернии; действовала мельница. В 1909 году 1539 десятин земли; в Гадиловичском православном приходе Михаила Архангела. В 1930 году организован колхоз «Победа», действовал совхоз «Красница», работали 2 кузницы, тракторная мельница, кирпичный завод, 2 ветряные мельницы, 2 столярных мастерских, шерсточесальня.
С 1939 года до 16 июля 1954 года центр Малострелковского сельсовета. Во время Великой Отечественной войны действовала подпольная группа (руководитель А. Л. Шукевич). В 1942 году партизаны разгромили заготовительный пункт оккупантов, который находился в деревне. Каратели в 1943 году сожгли 13 дворов. 58 жителей погибли на фронте. Деревня была освобождена советскими войсками 3 декабря 1943 года.
Согласно переписи 1959 года в составе колхоза «Советская Беларусь» (центр — деревня Гадиловичи). Расположены подсобное хозяйство районного объединения «Агропромтехника», мельница, средняя школа, Дом культуры, библиотека, фельдшерско-акушерский пункт, детские ясли-сад, отделение связи, магазин.

## Население
- 1897 год — 50 дворов, 350 жителей (согласно переписи).
- 1909 год — 53 двора, 419 жителей.
- 1925 год — 96 дворов.
- 1940 год — 115 дворов, 326 жителей.
- 1959 год — 376 жителей (согласно переписи).
- 2004 год — 153 хозяйства, 410 жителей.